# Centre de gestion des crises (Finlande)
Le Centre de gestion des crises (en finnois : Kriisinhallintakeskus, en anglais : CMC Finland), créé en 2007, est une agence gouvernementale de gestion de crise civile en Finlande.

## Le centre de gestion des crises
Le Centre de gestion de crise a pour mission principale de recruter et de former des experts civils en gestion de crise pour les opérations internationales de gestion de crise et de répondre aux capacités logistiques et matérielles des opérations sortantes. 
Le Centre de gestion de crise compte environ 120 experts civils détachés en gestion de crise pour le compte de l'État finlandais. 
La plupart des experts est déployée pour des opérations de crise coordonnées par l'Union européenne, les Nations unies, l'Organisation pour la sécurité et la coopération en Europe et le Conseil de l'Europe. 

## Centre finlandais d'expertise de gestion globale des crises
En 2008, le Centre de gestion des crises et le Centre international des forces de défense finlandaises (FINCENT) ont créé conjointement le Centre d'excellence de gestion globale des crises.
Une décennie plus tard, en 2018, l'école supérieure de police a également rejoint le Centre d'excellence de gestion globale des crises. 
L'objectif du centre d'excellence est de promouvoir la gestion coopérative des crises entre les organismes de gestion des crises civiles et militaires.

## Modification de la loi de 2019 sur la gestion civile des crises
À l'automne 2018, le gouvernement a décidé de transférer le Centre de gestion des crises et l'institut de formation aux secours sous la direction du ministère de l'Intérieur en vertu d'un amendement à la loi sur la gestion civile des crises
Le changement est entré en vigueur le 1er janvier 2019. Il entraînera le déplacement du centre de Kuopio à Helsinki dans une période de transition de deux ans.